# Bernhard Zondek
Bernhard Zondek (en hebreo: ברנרד צונדק‎); (Wronke, Imperio alemán, 29 de julio de 1891 - Nueva York, Estados Unidos, 8 de noviembre de 1966) fue un ginecólogo israelí nacido en Alemania que desarrolló la primera prueba de embarazo fiable en 1928. Su hermano mayor, Hermann Zondek, fue profesor en la Universidad Humboldt de Berlín y pionero de la endocrinología moderna.

## Biografía
Bernhard Zondek nació en Wronke, Alemania, (actualmente Wronki, Polonia). Estudió medicina en Berlín, donde recibió su doctorado en 1919. Luego trabajó como asistente de Karl Franz en el Hospital Universitario Charité de Berlín, donde se especializó en obstetricia y ginecología en 1923.

## Trayectoria

### Alemania
Desde 1926 fue profesor asociado en la Universidad "Friedrich-Wilhelms" de Berlín. De 1929 a 1933 dirigió el departamento de obstetricia y ginecología del Hospital Spandau. Después de que el nazismo tomó el poder, Zondek fue destituido de sus cargos en la Facultad de Medicina el 5 de septiembre de 1933 debido a sus orígenes judíos de acuerdo con el § 3 de la Ley de Servicio Civil Profesional.

### Suecia
Durante un año, Zondek trabajó en Estocolmo en el Instituto Universitario Bioquímico, dirigido por Hans von Euler. Comenzó a trabajar como científico no remunerado en el Instituto Bioquímico de la Universidad de Estocolmo. En septiembre de 1934 se dirigió directamente al rey Gustavo V de Suecia para obtener una licencia de practicante. Se solicitó la opinión de la Asociación Médica Sueca y, aunque una estrecha mayoría votó a favor de otorgarle permiso exclusivamente para realizar trabajos científicos (excluyéndolo de la práctica clínica), el resto quería negarle el permiso por completo. Cuando los medios informaron sobre el caso, el presidente de la asociación médica escribió artículos desacreditando a Zondek y arrojando sospechas sobre él en los medios, y una protesta contra Zondek reunió más de 1000 firmas de practicantes, lo que representa un tercio de los médicos suecos. Estas expresiones de hostilidad y odio a los judíos de sus colegas hicieron que Zondek decidiera que no podía quedarse en Suecia.

### Israel
En el otoño de 1934, emigró a Eretz Israel, donde trabajó de 1935 a 1961. Fue nombrado profesor de obstetricia y ginecología en la Universidad Hebrea de Jerusalén y jefe de obstetricia y ginecología en el Hospital Hadassah y jefe del laboratorio de investigación hormonal. Se desempeñó como presidente de la Academia de Medicina de Jerusalén y en 1959 fue miembro fundador de la Academia Israelí de Ciencias. Se retiró de la docencia y la atención de pacientes en 1961 y dedicó su tiempo al estudio privado. En el momento de su muerte en 1966, estaba realizando investigaciones en la Facultad de Medicina Albert Einstein de la Universidad Yeshiva.

## Trabajo e investigación
Su asociación con el ginecólogo Selmar Aschheim en 1927, condujo a su bioensayo para la gonadotropina coriónica humana, originalmente usando ratones, conocido como prueba Aschheim-Zondek. Las variaciones posteriores de esta prueba con el uso de conejos o anfibios, llevaron al uso de la frase "el conejo está muerto" para indicar la confirmación de un nuevo embarazo mediante la prueba del conejo.
Zondek fue uno de los defensores de la interdependencia de las glándulas endocrinas bajo el control de la pituitaria. Sus estudios sobre la interacción entre los ovarios y la glándula pituitaria fueron fundamentales para establecer este principio fundamental. Descubrió que el tejido coriónico de la placenta tenía capacidad endocrina y esto condujo a técnicas de diagnóstico importantes para el reconocimiento y tratamiento de la mola hidatiforme y el carcinoma coriónico.

## Premios y reconocimientos
- En 1956, Zondek recibió el Premio Solomon Bublick de la Universidad Hebrea de Jerusalén.
- En 1958, fue galardonado con el Premio Israel, en medicina.[9]
- Entre los años 1931 y 1953 fue distinguido con 26 nominaciones al Premio Nobel de Medicina o Fisiología.[10]

## Trabajos publicados
- Zur Pathologie der Sublimatnephrose. Aus der 1. medizinischen Universitätsklinik der Charité. Berlín med. Vol 28. marzo de 1919.[11]
- Las hormonas del ovario y la glándula pituitaria anterior: estudios sobre la biología y la clínica de la función genital femenina. Springer, Berlín 1931.[12]
- Funciones genitales y su regulación hormonal. 1941.[13]

## Otras fuentes
- Adolf Mekler: Erfahrungen mit der hormonalen Schwangerschaftsreaktion nach Aschheim-Zondek und Friedman-Lapham. Dissertation. Universität Zürich 1937.
- Walter Tetzlaff: 2000 Kurzbiographien bedeutender deutscher Juden des 20. Jahrhunderts. Askania, Lindhorst 1982, ISBN 3-921730-10-4.
- Hans-Peter Kröner: Zondek, Bernhard. In: Enzyklopädie Medizingeschichte. Hrsg. von Werner E. Gerabek, Bernhard D. Haage, Gundolf Keil und Wolfgang Wegner, Walter de Gruyter, Berlin und New York 2005 (ISBN 3-11-015714-4), S. 1532.
- Zondek, Bernhard, in: Werner Röder; Herbert A. Strauss (Hrsg.): International Biographical Dictionary of Central European Emigrés 1933–1945. Band 2,2. München : Saur, 1983 ISBN 3-598-10089-2, S. 1282f.